# ヤチネズミ
ヤチネズミ（谷地鼠、学名: Craseomys andersoni）は、齧歯目キヌゲネズミ科タイリクヤチネズミ属に属する小型のネズミ類の1種である。

## 名称
ヤチは、沼沢地を意味するアイヌ語 yaci に由来する。

## 分布
日本固有種。東北地方から紀伊半島までの本州に分布している。

## 形態
頭胴長は80～130mm、尾長は45～78mm、体重は20～40gである。

## 分類
分子系統解析に基づき、タイリクヤチネズミ、ムクゲネズミ、スミスネズミなどとともにタイリクヤチネズミ属Craseomysに分類されている。
以前はヤチネズミ属Clethrionomys（Myodes）やビロードネズミ属Eothenomys、スミスネズミ属Phaulomysに分類されるなど変遷があった。

## 生態
夜行性であり、低地から高山帯までの森林や岩場、石組みの間などに生息する。植物食で植物の茎、木の実、木の皮まれに昆虫などを食べる。

## 亜種
本種は、地域変異などによって
- トウホクヤチネズミ E. andersoni
- ニイガタヤチネズミ E. niigatae
- ワカヤマヤチネズミ E. imaizumii

の3種ないし亜種に分かれるとする説もある。